# Cuevas de Bhaja

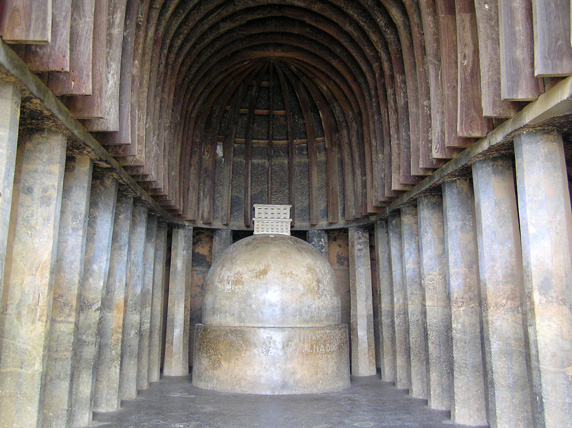
Nave central de una cueva de Bhaja con una estupa en el centro del ábside.

Las cuevas de Bhaja (en maratí भाजा) son un grupo de 22 cuevas talladas en la roca que se remontan al siglo II a. C. localizadas junto al pueblo de Bhaja, distrito de Puna, estado de Maharashtra (India). 
Las cuevas están en una importante ruta antigua que iba del mar de Arabia a la región de Decán, trazando la división entre la India del Norte y la del Sur. Las inscripciones y los templos de las cuevas tienen la consideración de monumento nacional por parte del Archaeological Survey of India. Este es uno de los centros más importantes de la secta budista hinayana. Las cuevas tienen varias estupas al aire libre y son importantes también por su arquitectura en madera. 

## Arquitectura

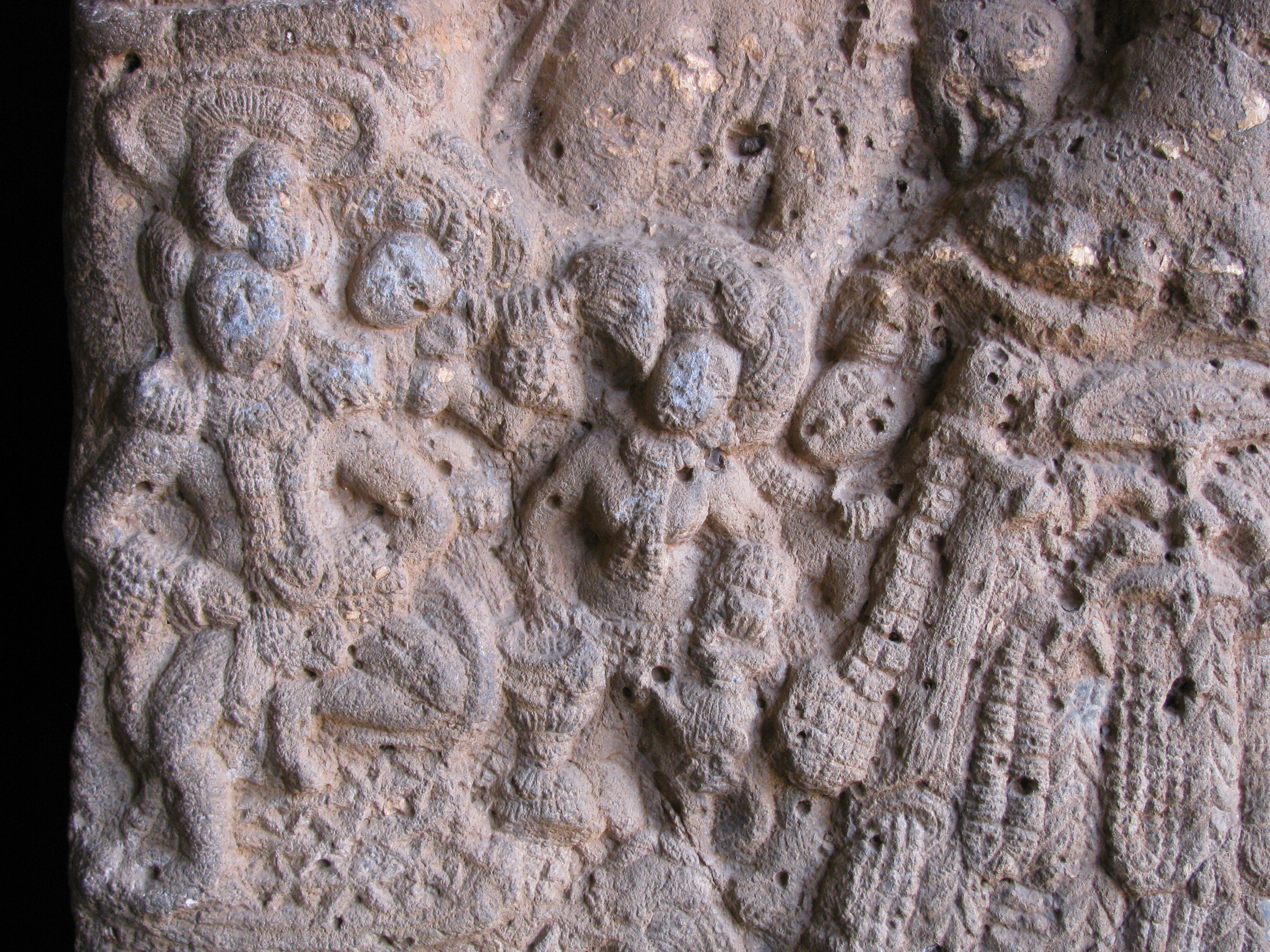
Un grabado muestra una mujer tocando el tabla.

Las cuevas de Bhaja comparten diseño con las cuevas de Karla. El aspecto más importante de las cuevas es la capilla alargada —chaityagriha— que tiene una entrada abierta con arco de herradura. Varias cuevas tienen una nave y pasillos laterales, con un ábside que contiene una estupa sólida, y un pasillo que rodea el ábside.
Las chaityagriha contienen algunas imágenes de Buda. Una inscripción de la cisterna muestra el nombre de un donante, Maharathi Kosikiputa Vihnudata, del siglo II. Una viga de madera tiene otras dos inscripciones más, datadas en el siglo II a. C.
Las esculturas testimonian peinados elaborados, guirnaldas y joyería; originalmente debían estar pintadas en colores vivos, pero más tarde se cubrieron con yeso. Originalmente las cuevas tenían representaciones simbólicas de Buda, lo cual es un rasgo del budismo primitivo. Después del siglo IV se pintó a Buda de forma figurativa.
Cerca de la última cueva hay una cascada que, durante la época del monzón, vierte sobre una pequeña poza.
Estas cuevas proporcionan también información sobre la historia de la tabla, un instrumento musical tradicional indio.

## Estupas

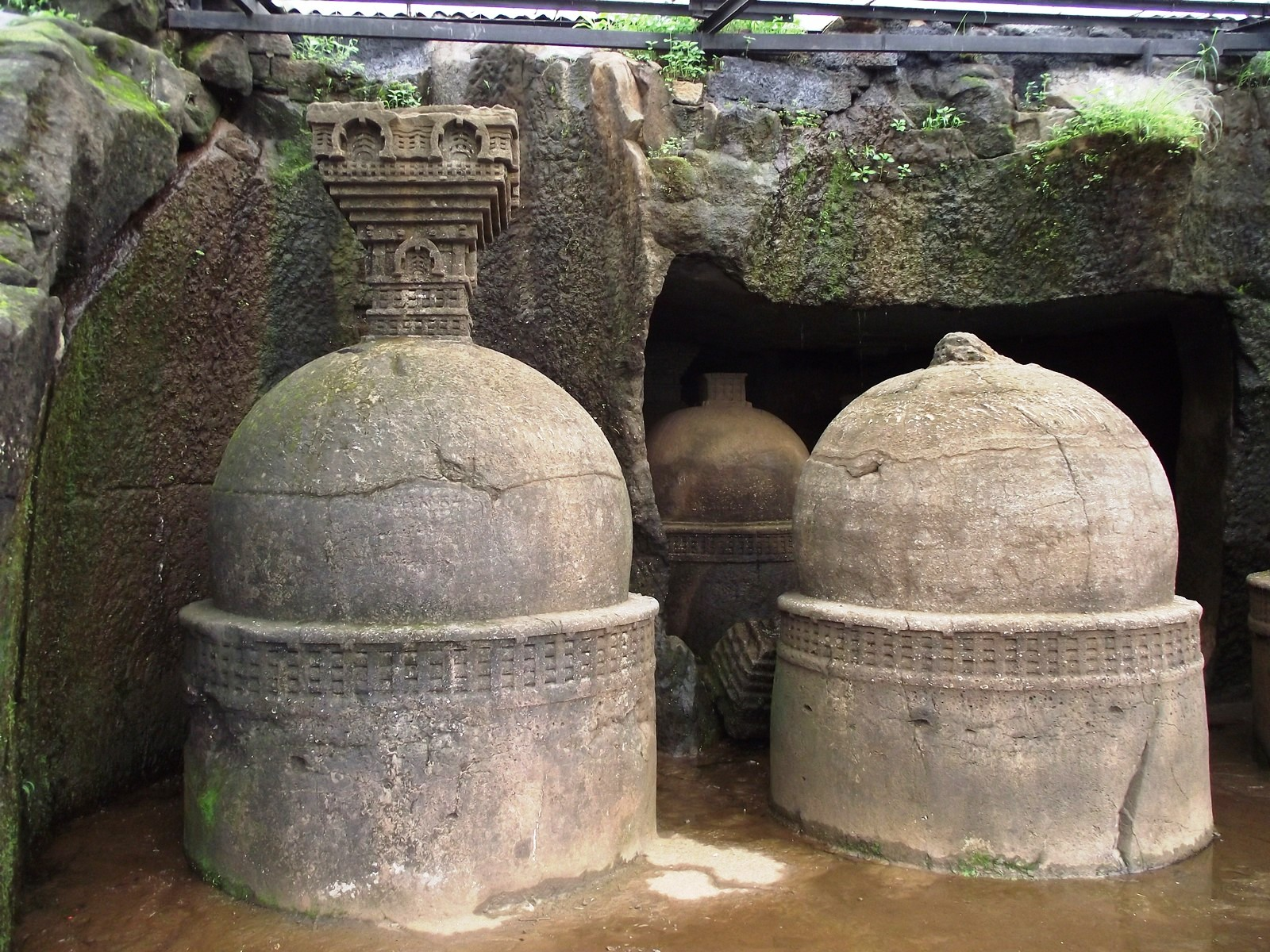
Estupas de las cuevas de Bhaja

Una parte importante del conjunto monumental son sus catorce estupas, cinco en el interior y nueve en el exterior. Las estupas son reliquias de monjes que vivieron y murieron en Bhaja, y contienen una inscripción con el nombre de tres monjes: Ampinika, Dhammagiri y Sanghdina. Las estupas están muy trabajdas y dos de ellas tienen una caja de reliquias en su parte superior. 

## Galería de imágenes

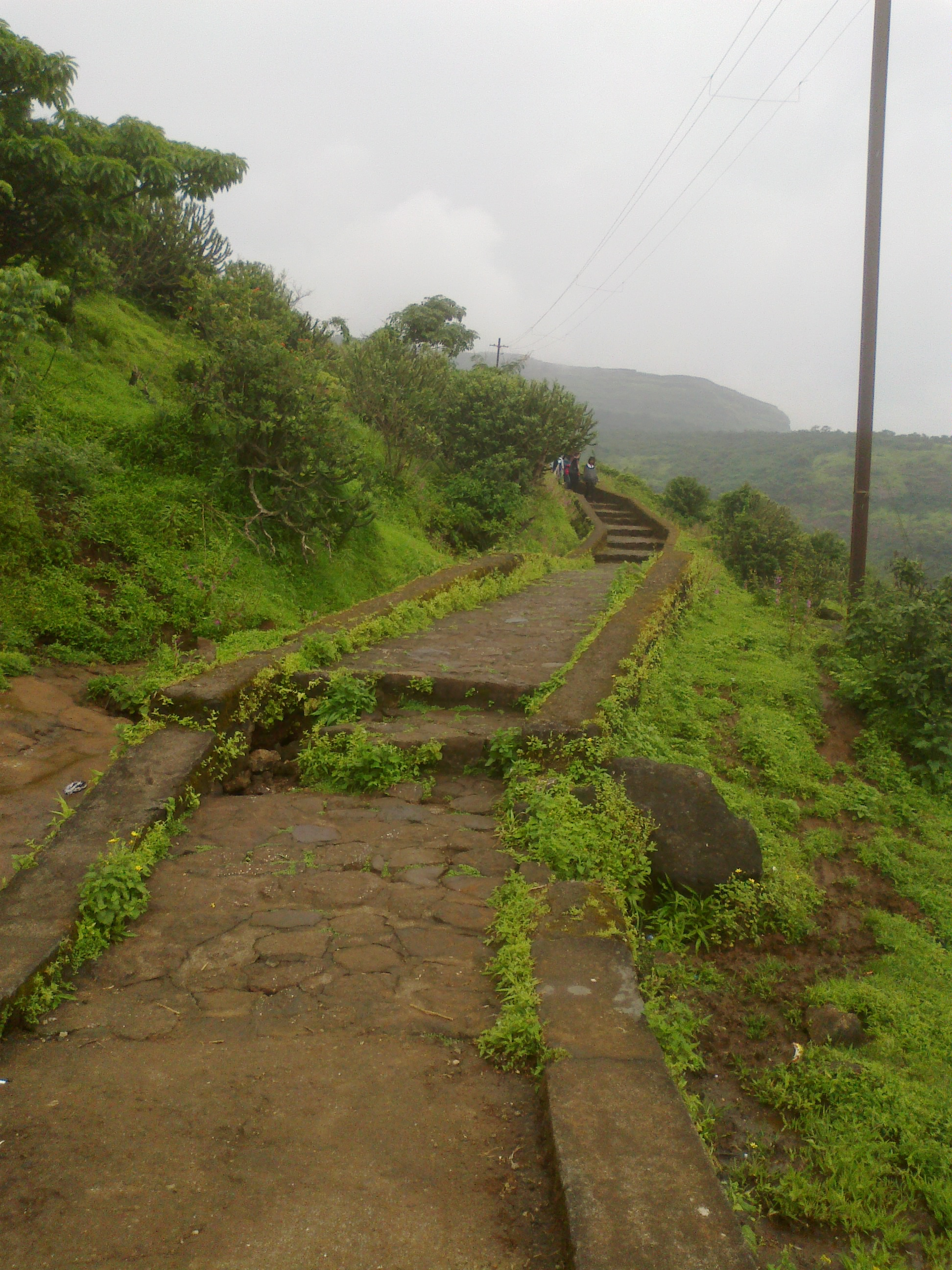
Escaleras de acceso a las cuevas de Bhaja
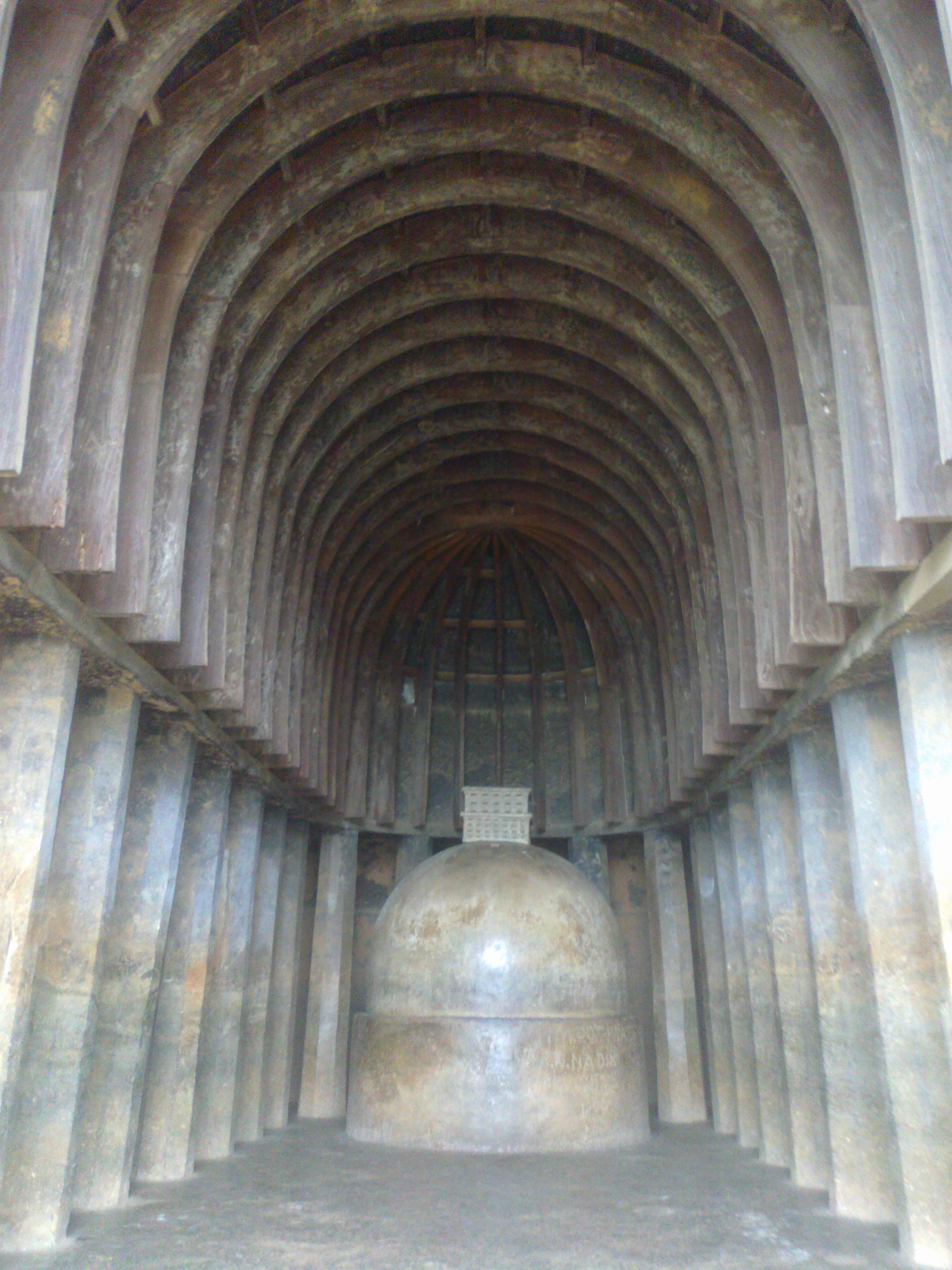
Chaitya en las cuevas de Bhaja
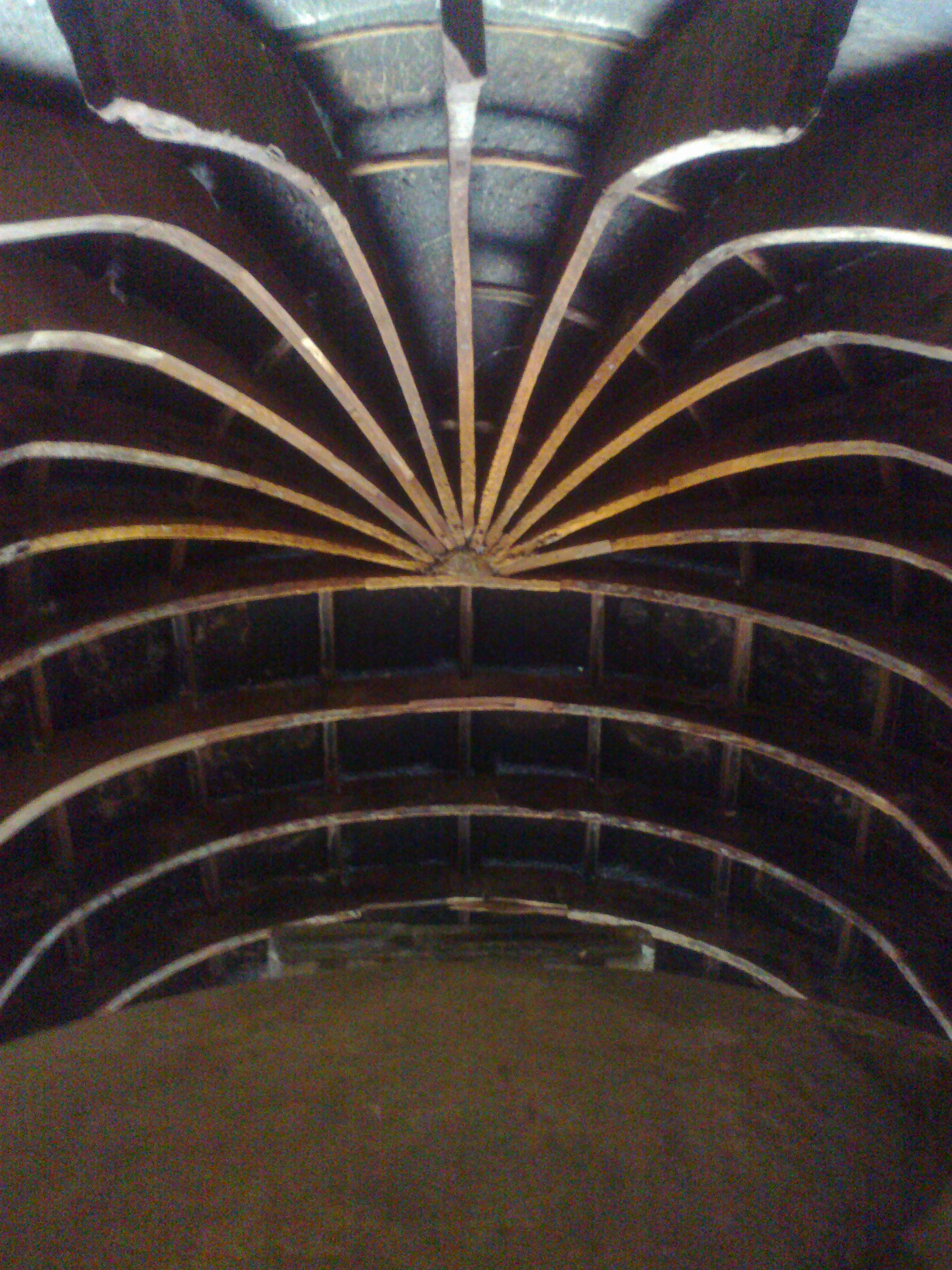
Cierre de madera en la chaitya principal
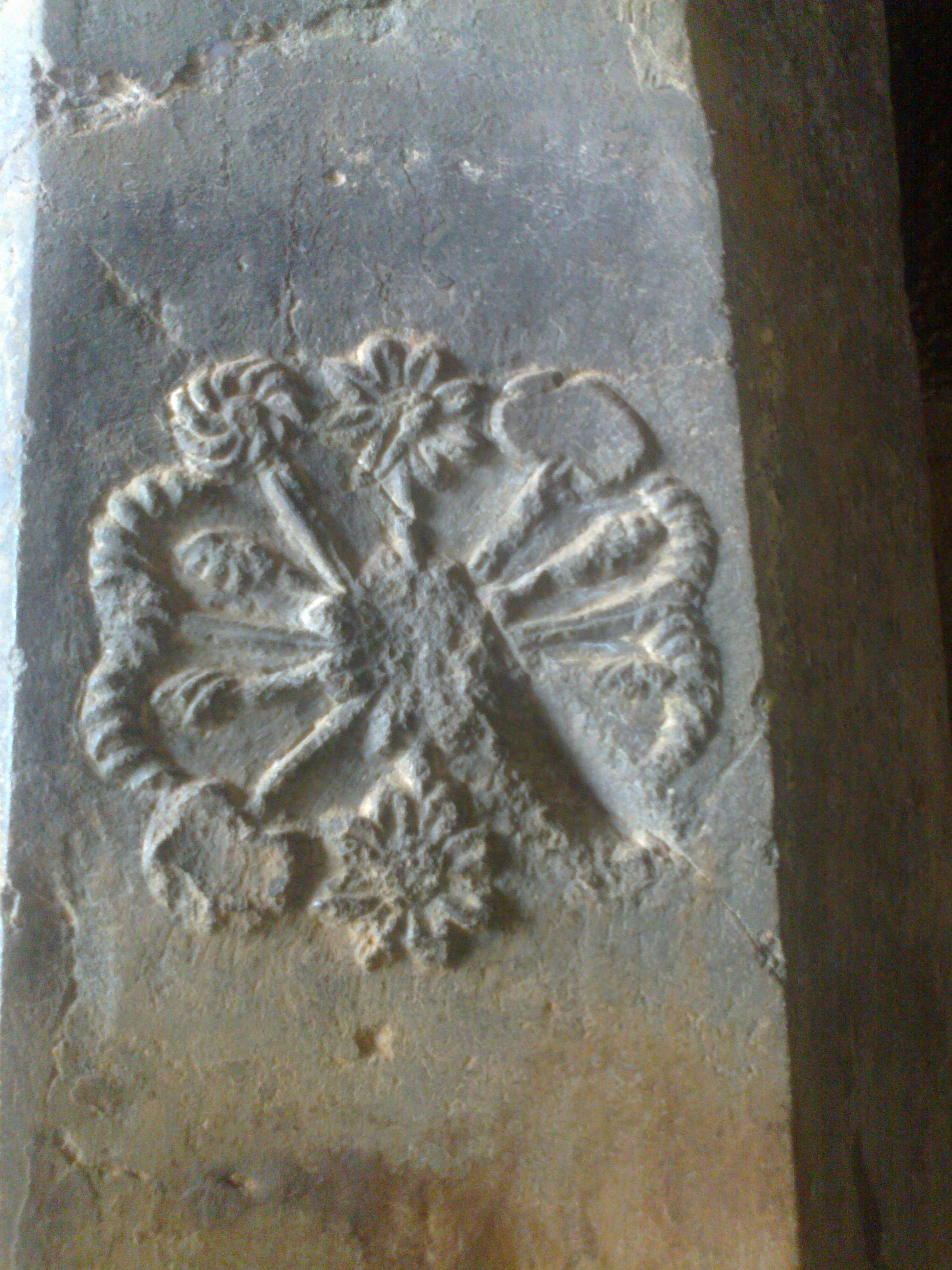
Grabados en las cuevas de Bhaja
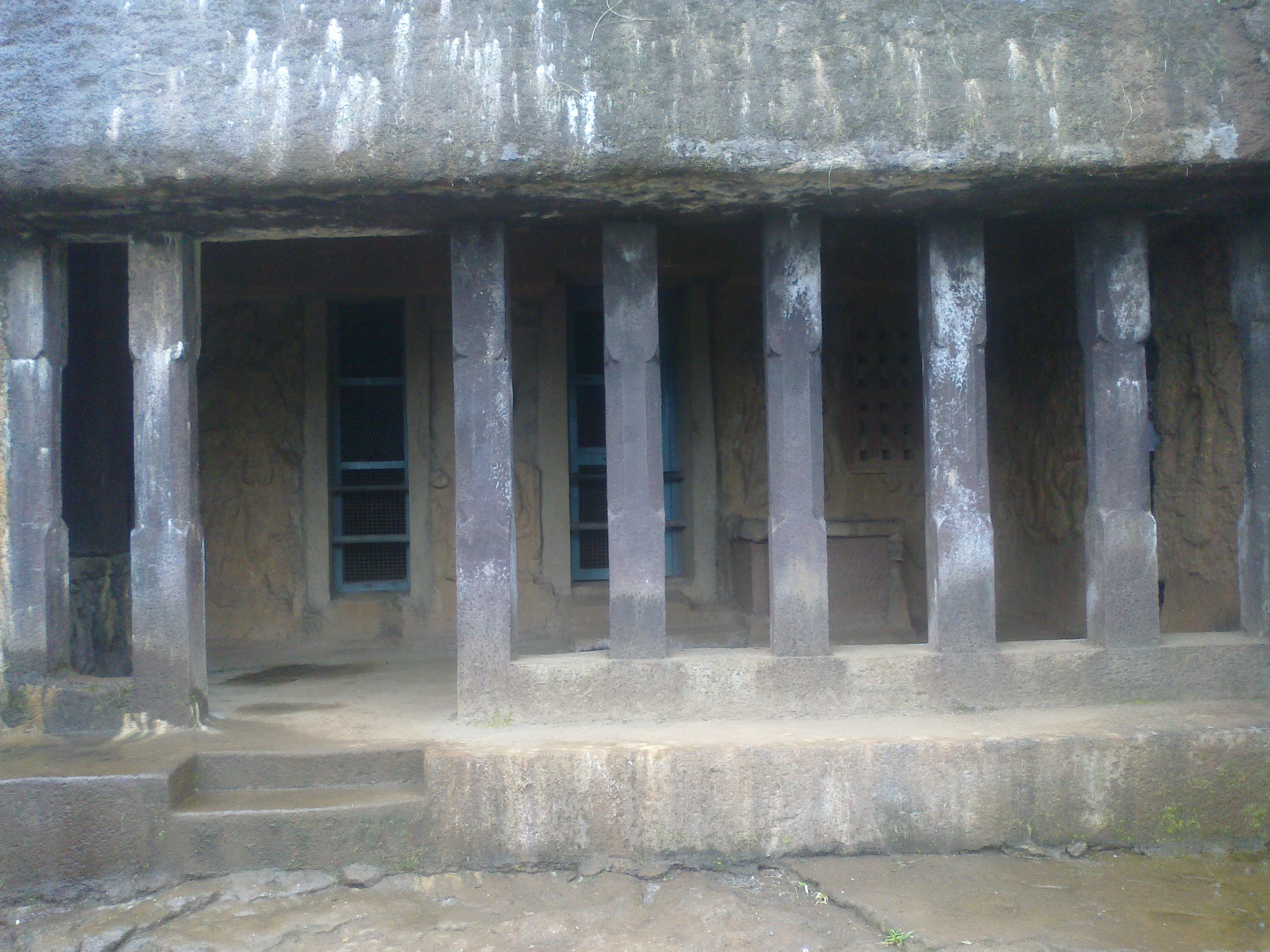
Cuevas de Bhaja

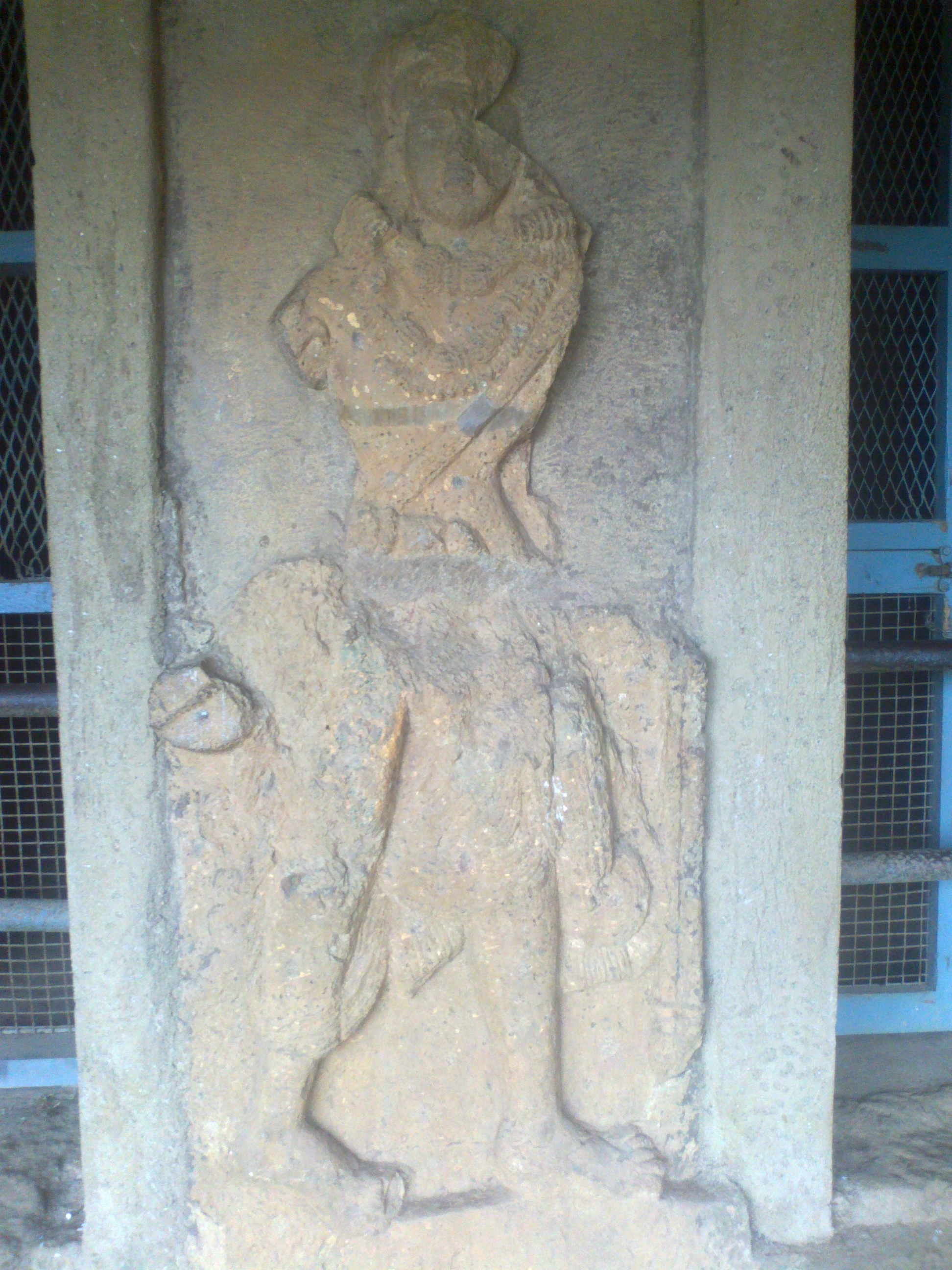
Grabados en las cuevas de Bhaja
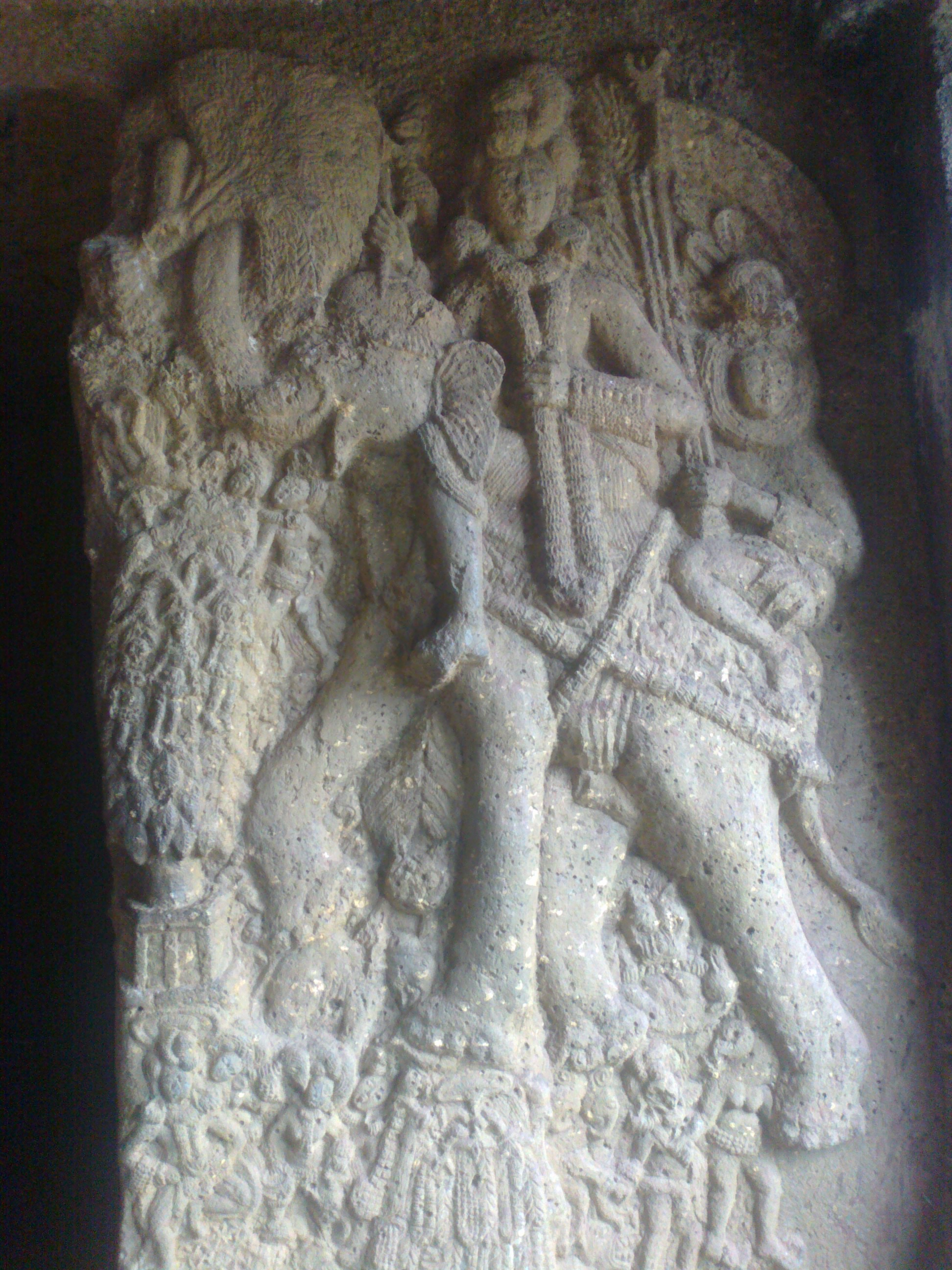
Grabados en las cuevas de Bhaja
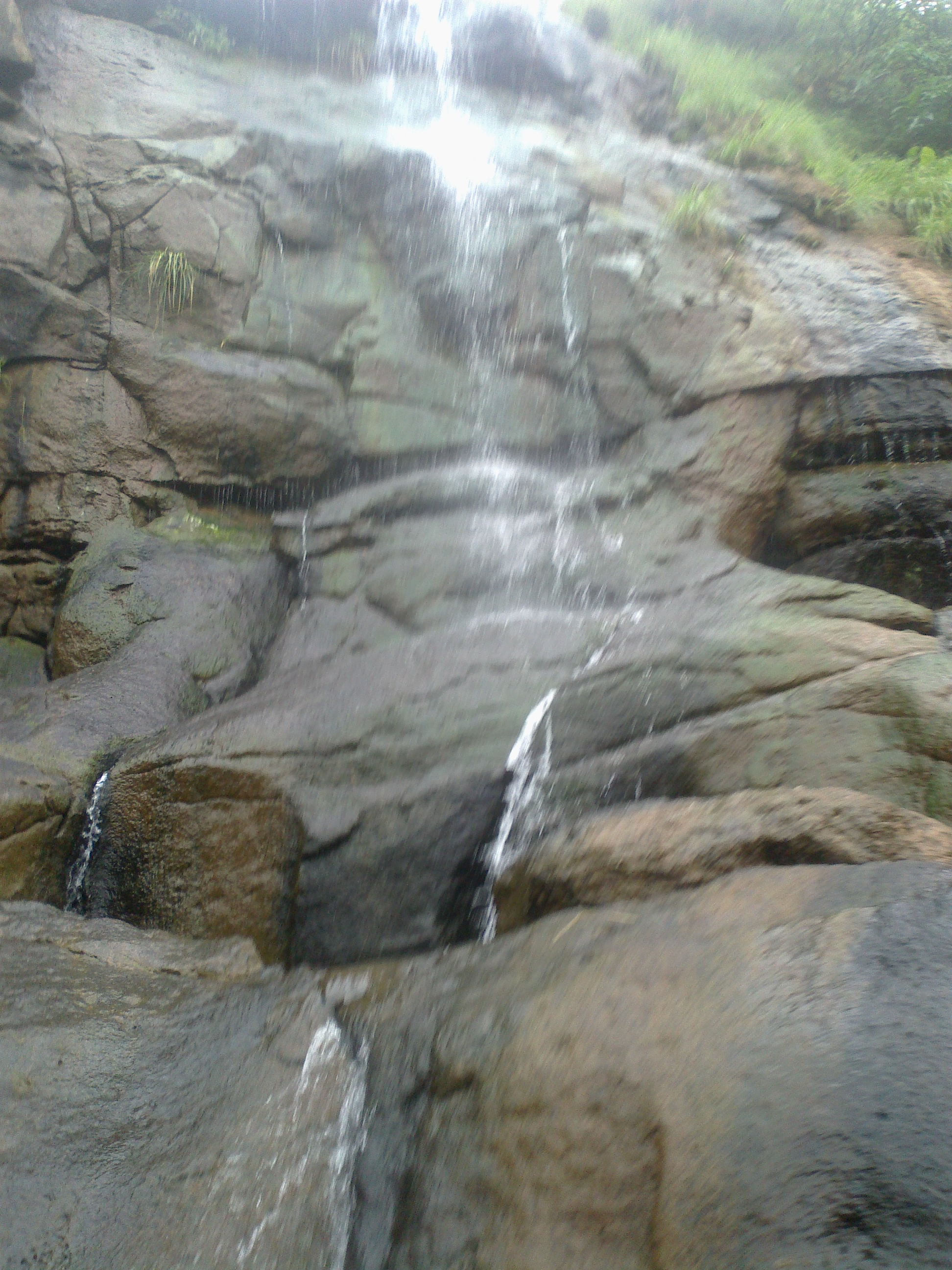
Catarata en las cuevas de Bhaja
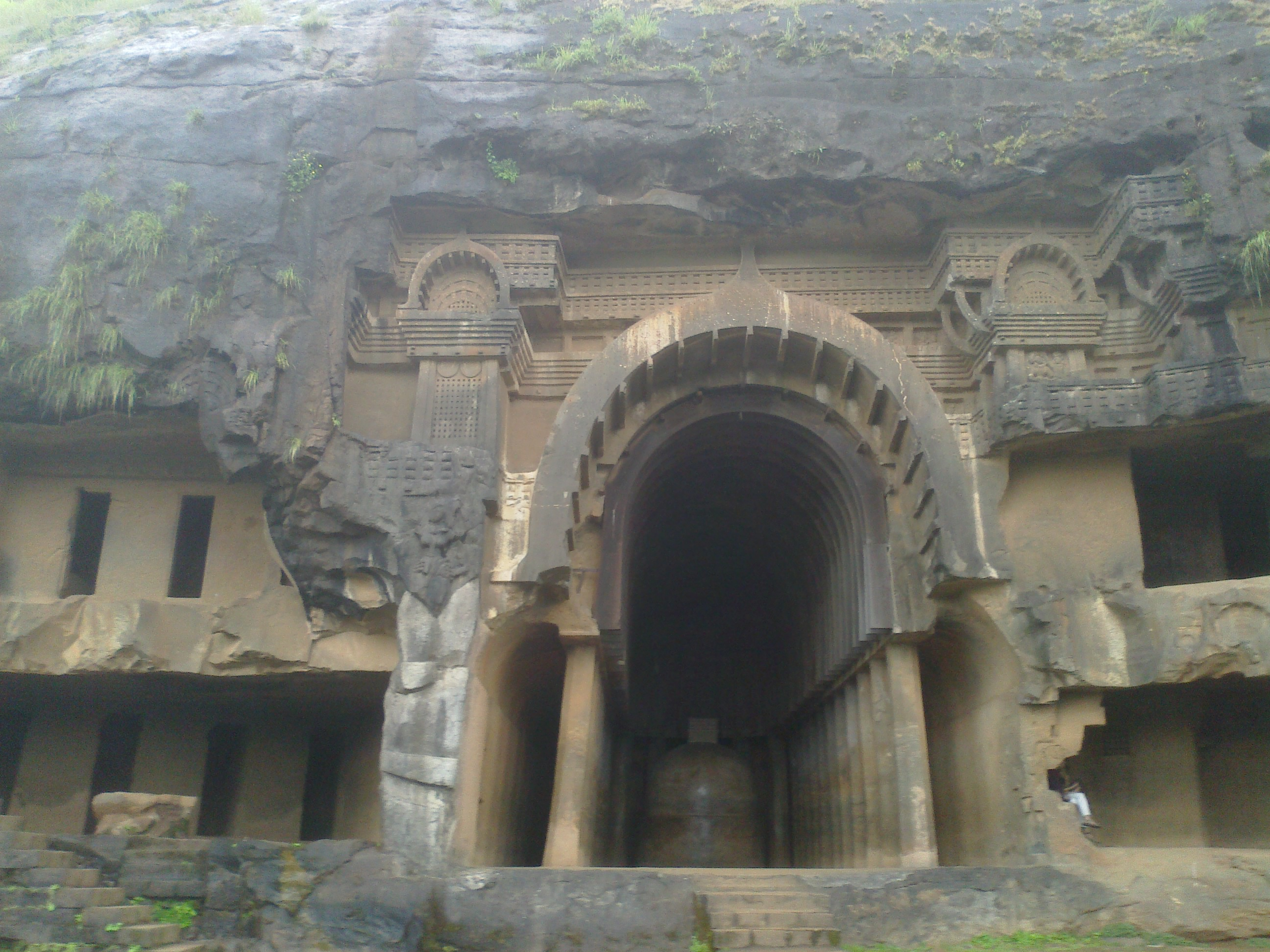
Parte significativa de las cuevas de Bhaja
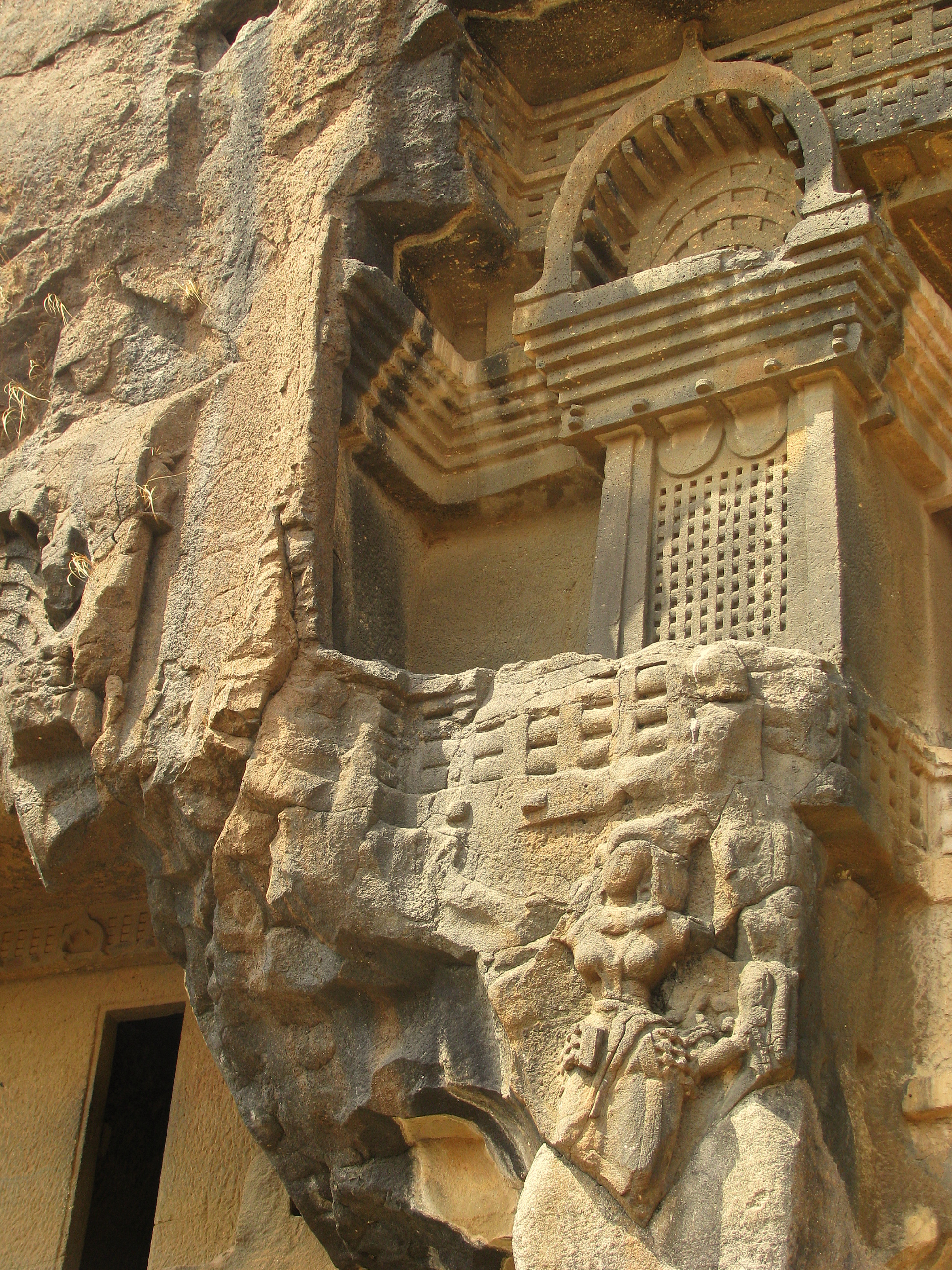
Fachada de las cuevas
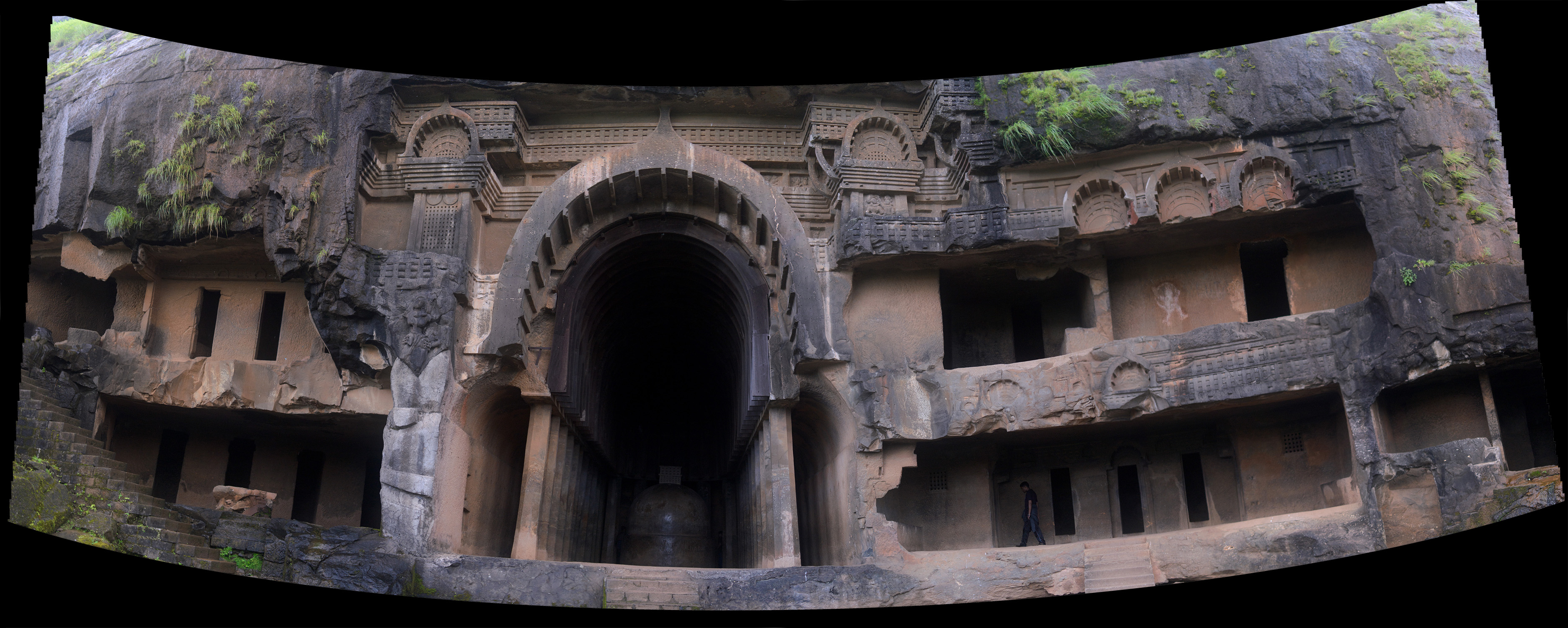
Panorama de las cuevas de Bhaja